# الانگودی، نانیلام
الانگودی، نانیلام (به انگلیسی: Alangudi, Nannilam) یک منطقهٔ مسکونی در هند است که در تامیل نادو واقع شده‌است.

## خصوصیات
الانگودی ۱٬۴۶۴ نفر جمعیت دارد.